# David Kiprotich Bett
David Kiprotich Bett (Kenia, 18 de octubre de 1992) es un atleta keniano especializado en la prueba de 3000 m, en la que consiguió ser subcampeón mundial juvenil en 2009.

## Carrera deportiva
En el Campeonato Mundial Juvenil de Atletismo de 2009 ganó la medalla de plata en los 3000 metros, corriéndolos en un tiempo de 7:52.13 segundos que fue su mejor marca personal, llegando a meta tras su paisano keniano Isaiah Kiplangat Koech y por delante del eritreo Goitom Kifle.